# Enzyklopädist (Encyclopédie)

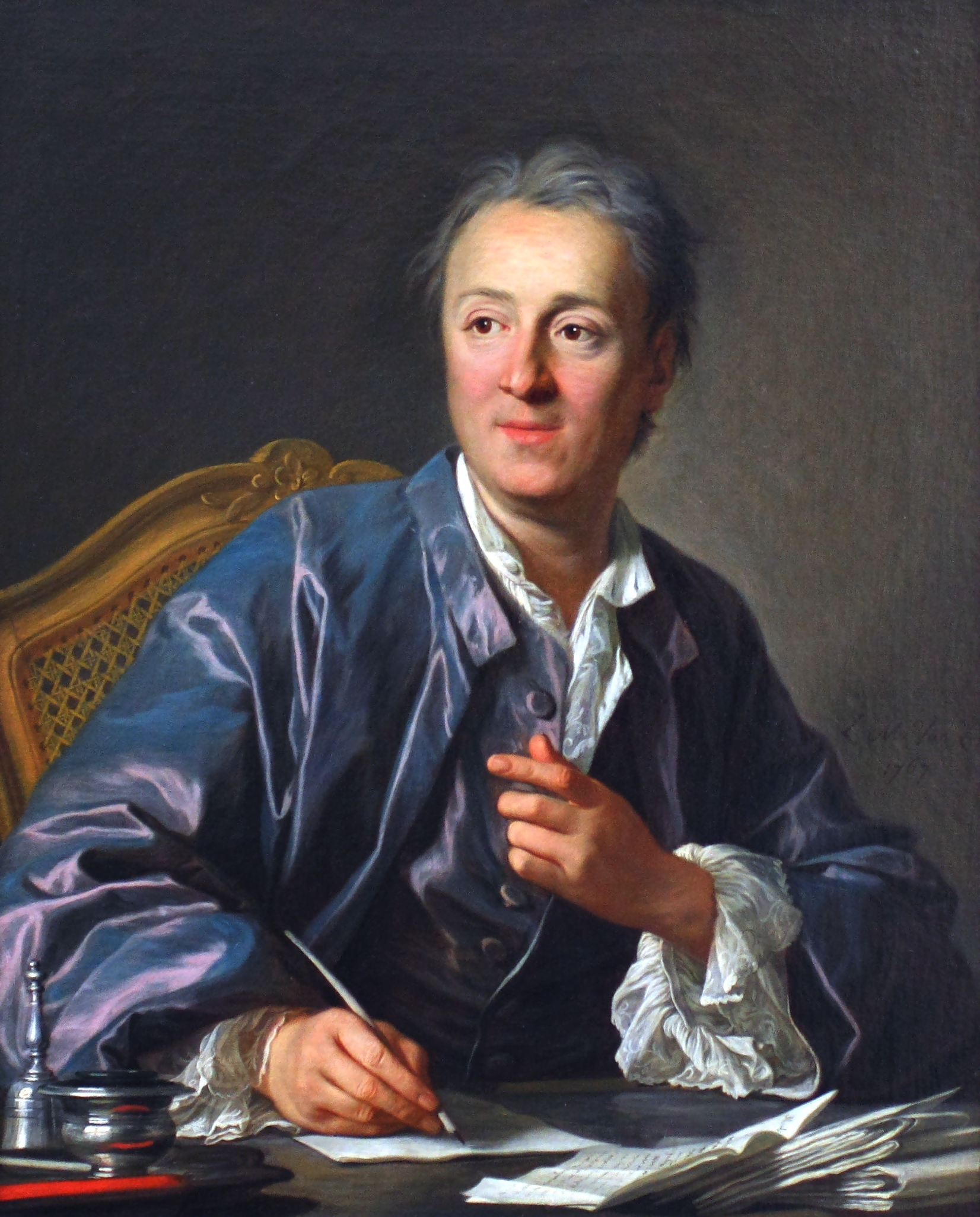
Denis Diderot, Herausgeber und Autor
Jean-Baptiste le Rond d’Alembert, Herausgeber und Autor
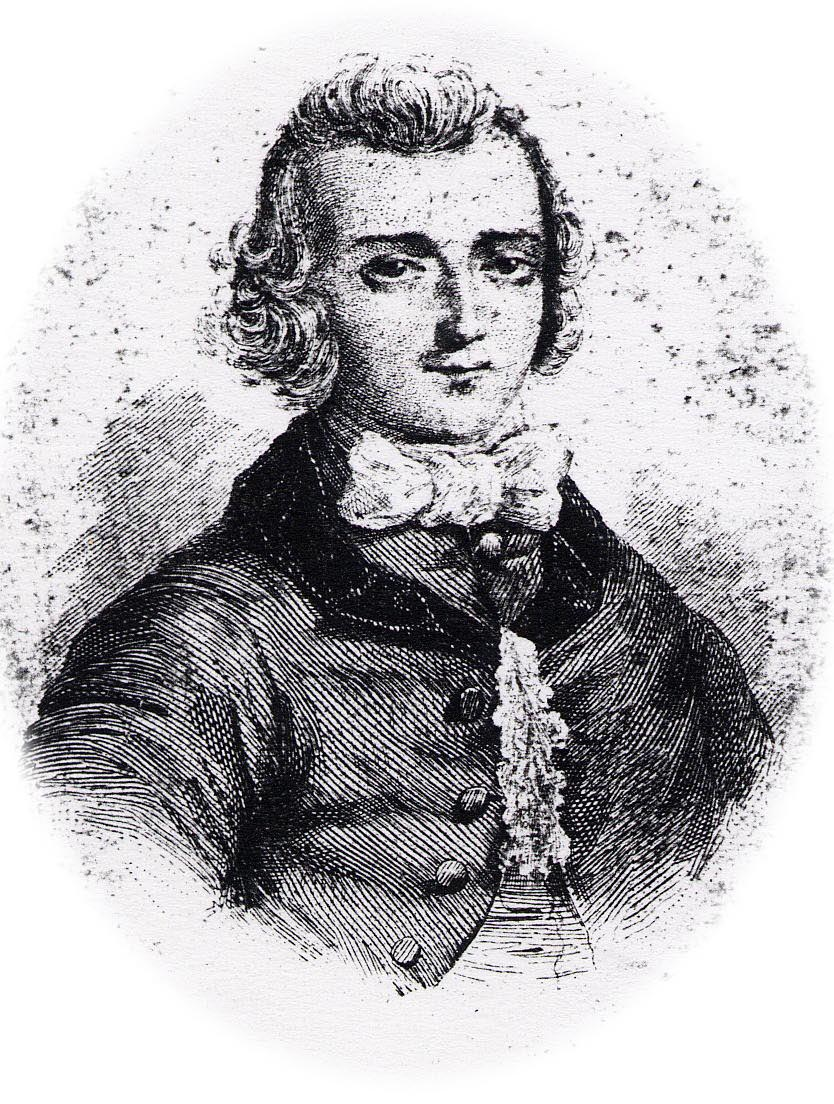
Louis de Jaucourt schrieb über 17.000 (teils kleine) Artikel
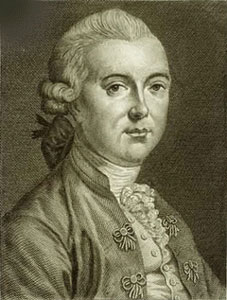
César Chesneau Du Marsais, Themengebiet Grammatik

Als Enzyklopädisten werden die 144 namentlich bekannten Beiträger der Encyclopédie ou Dictionnaire raisonné des sciences, des arts et des métiers bezeichnet. Sie erschien zwischen Juni 1751 und Dezember 1765 in Paris in siebzehn Textbänden. Die 17 Textbände der Encyclopédie enthalten auf rund 18.000 Seiten 71.818 Artikel. Der Text umfasst 20.736.912 Wörter, davon 391.893 verschiedene. Die elf zusätzlichen Bildtafel-Bände enthalten auf rund 7.000 Seiten 2.885 Kupferstiche und 2.575 Erläuterungen.

## Persönlicher Hintergrund der Enzyklopädisten

### Herkunft
Der familiäre Hintergrund von 114 der insgesamt 140 namentlich erfassten Beiträger zur Encyclopédie ist – zumindest in Umrissen – bekannt.
Mindestens zehn Enzyklopädisten entstammten dem Hochadel. Der polnische Graf Ogiński gehörte zu einer der führenden Adelsfamilien des Großherzogtums Litauen. Zum Schweizer Patriziat zählen die Familien der Neckers, Tronchins, Charles-Benjamin de Langes de Montmirail de Lubières, Bertrands und Antoine-Noé de Polier de Bottens. Unter den Franzosen kamen Stanislas-Catherine Boufflers, Jaucourt, Tressan und Turgot aus hochadeligen Familien.
Mindestens 36 weitere Enzyklopädisten entstammten dem niederen Adel, etwa Bordeu, dessen Vater als Arzt in Izeste (Kanton Arudy) in eine Adelsfamilie eingeheiratet hatte, oder Bourgelat, dessen Vater, ein reicher Lyonnaiser Tuchhändler, für seine Verdienste als Ratsherr, échevin nobilitiert wurde.
Mindestens 31 Enzyklopädisten stammen aus Familien des gehobenen Bürgertums; ihre Väter waren etwa Ärzte, Apotheker, Anwälte, Richter, Großhandelskaufleute oder Ingenieure.
Vier gehörten dem niederen Bürgertum an; ihre Väter waren etwa Grundschullehrer oder Krämer.
Mindestens 16 Enzyklopädisten kamen aus Handwerkerfamilien, wie etwa der Uhrmacher Berthoud oder der Goldschmied Magimel. Zu ihnen gehört auch Denis Diderot, dessen Vater ein erfolgreicher Messerschmiedemeister war.

### Bildungsgrad
Die meisten der 140 namentlich bekannten Enzyklopädisten haben eine sehr gute Ausbildung durchlaufen. Bei insgesamt 87 von ihnen ist der Besuch eines Collège belegt.
Mindestens 25 der aus Frankreich stammenden Enzyklopädisten besuchten von Jesuiten geleitete collèges, darunter 18 solche, die dem Jansenismus nahestanden. Weitere neun besuchten protestantische Schulen außerhalb Frankreichs, wie etwa Jaucourt, dessen Vater ihn an die Académie de Genève schickte, an der auch andere Enzyklopädisten Aufnahme fanden.
Im Anschluss an ihre Schulausbildung besuchte die Mehrzahl der Enzyklopädisten die Universität, wobei sich die meisten für Medizin, Recht oder Theologie einschrieben. 24 erreichten den Grad eines Doktors der Medizin, 25 weitere erzielten einen Abschluss als Juristen.
Zusammenfassend bezeichnet Kafker die Enzyklopädisten als eine für ihre Zeit außergewöhnlich gebildete Gruppe, deren Bildungsgrad ihren jeweiligen sozialen Aufstieg sehr gefördert habe.
Es gab auch Ausnahmen hiervon, wie Jean Romillys, der schon früh im väterlichen Uhrmacherbetrieb mitarbeiten musste und dessen Manuskripte überdurchschnittlich viele Rechtschreib- und Zeichensetzungsfehler aufwiesen.

### Berufe
Unter den Berufen der Enzyklopädisten lassen sich drei größere Gruppen ausmachen: 23 unter ihnen praktizierten als Ärzte, 24 lehrten an Schulen oder Universitäten und weitere 24 dienten als königliche Beamte. Die nächstgrößere Gruppe war die der Kleriker (sechs katholische Pfarrer und vier protestantische Pastoren). Neun weitere Enzyklopädisten arbeiteten als Anwalt oder Richter.
Vier der Enzyklopädisten waren Unternehmer. Antoine Allut (1743–1794) übernahm die Glasmanufaktur seines Vaters, Étienne Jean Bouchu (1714–1773) war in der Eisenverarbeitung tätig und die beiden Verleger der Encyclopédie Michel-Antoine David (1707–1769) und André-François Le Breton gehörten zur Pariser Buchhändler- und Druckergilde, der Communauté des libraires et imprimeurs. Darüber hinaus waren zwei als Architekten (Jacques-François Blondel und Jacques-Raymond Lucotte), einer als Diplomat (Friedrich Melchior Grimm), einer als Apotheker (Jacques Montet, 1722–1782), zwei als Geographen (Jean-Baptiste Bourguignon d’Anville und Didier Robert de Vaugondy) und einer als Bildhauer (Etienne-Maurice Falconet) tätig.
Einige Enzyklopädisten haben militärische Karrieren eingeschlagen; unter diesen nahm Ogiński als General der litauischen Armee den höchsten Rang ein.

## Geschichte der Mitarbeit der Enzyklopädisten

### Anwerbung

#### Ausgangssituation
Im Herbst 1745 war der erste Anlauf zur Übersetzung der Cyclopaedia, eines von Zeitgenossen hochgelobten Werks des Engländers Chambers, ins Französische gescheitert. Die im Frühjahr 1745 erschienene Ankündigung einer auf der Cyclopedia basierenden Encyclopédie, ou Dictionnaire universel des arts & des sciences war vom Publikum jedoch mit so großem Interesse aufgenommen worden, dass der Pariser Verleger André-François Le Breton im Oktober einen Neubeginn wagte und zu diesem Zweck nach geeigneten Autoren suchte. Darüber hinaus waren noch als weitere Verleger Gottfried Sellius und John Mills beteiligt.

#### Anwerbung von Diderot und d’Alembert

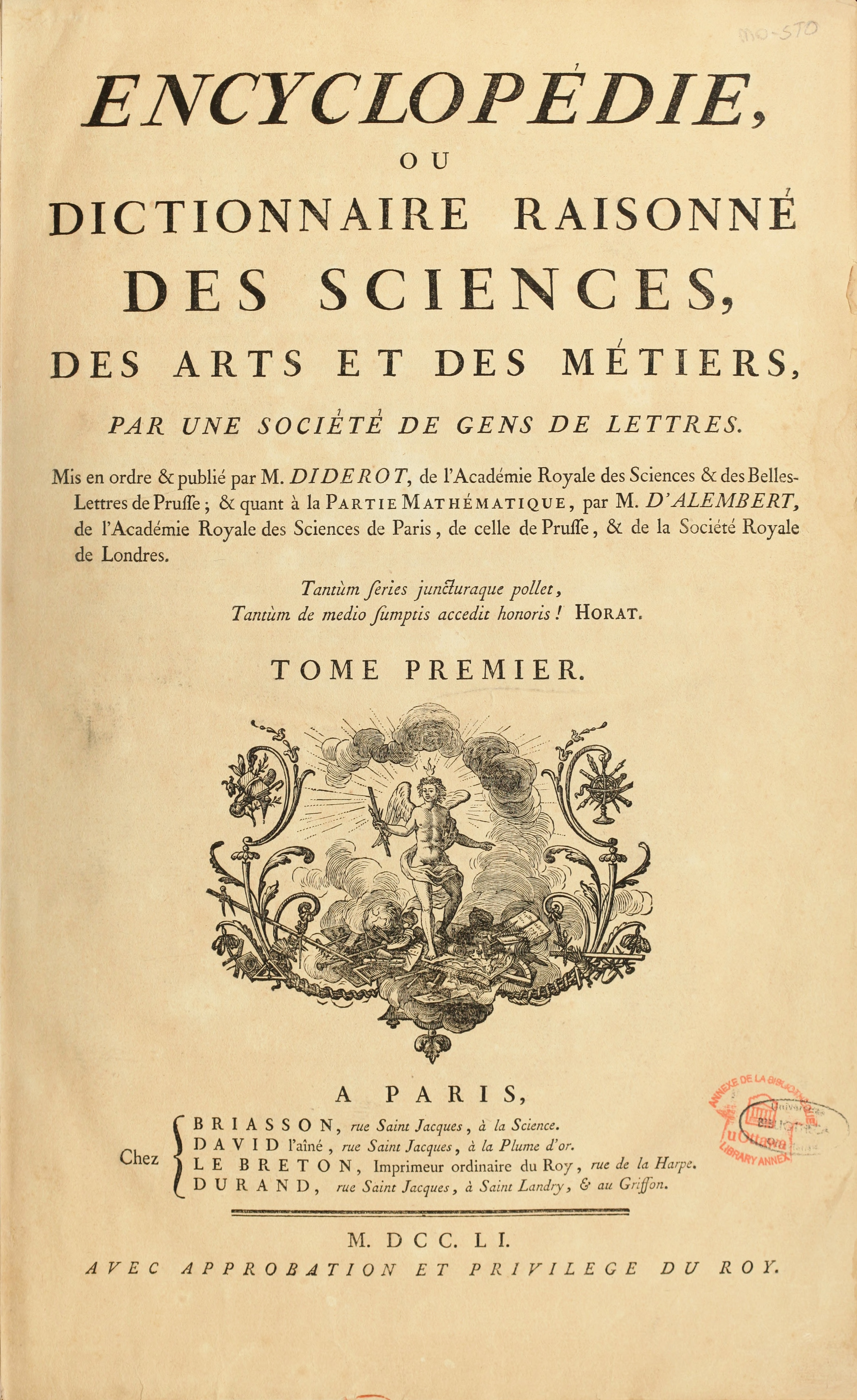
Titelseite der Encyclopédie von d’Alembert und Diderot

Wann genau Le Breton den späteren Herausgeber der Encyclopédie Diderot für das Projekt gewinnen konnte, ist nicht mit letzter Sicherheit festzustellen. Der Diderot-Biograph Arthur M. Wilson verweist auf die Möglichkeit, dass Antoine-Claude Briasson, einer der drei im Oktober 1745 von Le Breton als Partner herangezogenen Verleger den Kontakt vermittelt haben könnte, da Briasson bereits als Verleger von Diderots Übersetzung der Grecian history mit diesem in Kontakt stand. Nach einer anderen – vor allem auf eine Überlieferung durch Marie Jean Antoine Nicolas Caritat, Marquis de Condorcet gestützte – Variante war es der zwischenzeitlich als Herausgeber des Projektes fungierende Mathematiker Abbé Jean Paul de Gua de Malves, der sowohl den Kontakt zu Jean Baptiste le Rond d’Alembert als auch den zu Diderot vermittelte. Für diese Variante spricht, dass Gua de Malves’ Name gleichzeitig mit demjenigen d’Alemberts im Dezember 1745 in den Rechnungsbüchern Le Bretons auftaucht – ein paar Wochen vor der erstmaligen Erwähnung Diderots. Dagegen spricht allerdings, dass Concorcet in seiner 1786 anlässlich des Todes von Gua de Malves unternommenen Rückschau auf die Anfänge des Projektes auch andere angeblich von diesem angeworbene Autoren nennt, die jedoch nie für die Encyclopédie schrieben. Die Tatsache, dass sowohl Gua de Malves als auch d’Alembert Mathematiker waren, legt es jedoch zumindest nahe, dass Gua de Malves d’Alembert anwarb, denn auch der Kontakt zu Pierre Tarin, einem anderen schon in dieser Phase beteiligten Beiträger und späteren Hauptautor der Artikel zur Anatomie und Physiologie, kam durch dessen Bekanntschaft mit Gua de Malves zustande. Marc-Antoine Eidous und François-Vincent Toussaint – beides wiederum spätere Hauptautoren – waren Freunde von Diderot und hatten diesem bei der Übersetzung des Medicinal dictionary von Robert James (1703–1776) zur Seite gestanden.

#### Erweiterung des Autorenkreises
Nachdem Gua de Malves das Projekt bereits am 3. August 1747 verlassen hatte, übernahmen Diderot und d’Alembert die Verantwortung für die Encyclopédie. Ungeklärt ist dabei, inwieweit die Entscheidung, das Lexikonprojekt von einer reinen Übersetzung und Überarbeitung der Cyclopédia auf den späteren Umfang zu erweitern, von Diderot und d’Alembert oder bereits von Gua de Malves ausging. Für die erste Variante spricht jedoch, dass der Kreis der Mitarbeiter vor dem Ausscheiden Gua de Malves’ noch verhältnismäßig klein war und die Anwerbung geeigneter Autoren mit der Übernahme der Herausgeberschaft durch Diderot und d’Alembert in eine neue Phase eintrat.
D’Alembert, dessen wissenschaftliche Reputation zu jener Zeit größer als diejenige Diderots war, spielte hierbei eine zentrale Rolle. 1753 warb er Charles de Secondat, Baron de Montesquieu für das Projekt an und wahrscheinlich war er es auch, der ein Jahr später Voltaire zur Mitarbeit bewegen konnte. Über bereits bestehende Kontakte stellte d’Alembert darüber hinaus auch die Verbindung zu Georges-Louis Le Sage, dem späteren Autor des Artikels zur mathematischen Logik, und zu seinem Kollegen Jean-Baptiste de La Chapelle, dem späteren Hauptautor im Themenbereich Mathematik, her.
Auch Diderot nutzte bei der Anwerbung seine bestehenden Kontakte. Étienne Jean Bouchu (1714–1773), der spätere Autor des langen Artikels „Forges (Grosses-)“, kam aus Diderots Heimatstadt Langres; mit Jean-Jacques Rousseau, dem späteren Hauptbeiträger auf dem Gebiet der Musik, war Diderot bereits seit dessen Übersiedlung nach Paris zu Beginn der 1740er Jahre freundschaftlich verbunden. Viele andere Enzyklopädisten wie Jean-Baptiste Le Roy, Louis Jean-Marie Daubenton, Jean-François Marmontel oder Jean-François de Saint-Lambert kannten sowohl Diderot als auch d’Alembert.

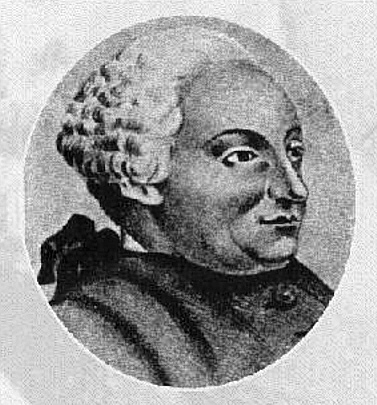
Paul Henri Thiry d’Holbach, Hauptherausgeber mit 427 Artikeln und maître d’hôtel de la philosophie

### Ausscheiden wichtiger Autoren nach 1757
Nach dem Skandal um d’Alemberts Artikel „Genève“ im Jahr 1757 – er hatte behauptet, dass Genf kein Theater besitze, und damit den Protest Rousseaus und anderer hervorgerufen – stellte eine Reihe der etablierten Autoren die Mitarbeit ein.
Die Enzyklopädie wurde, nachdem Diderot kurzzeitig in der Bastille inhaftiert worden war, verboten und konnte acht Jahre in Frankreich weder gedruckt noch veröffentlicht werden. D’Alembert zog sich 1759 ganz zurück.

## Liste der namentlich bekannten Enzyklopädisten
| Autor | Haupt- beiträger (H) | Themengebiet                                            | Autorensigle | Anmerkungen                                                                                                   | Zahl der Artikel |
| --- | -------------------- | ------------------------------------------------------- | ------------ | --- | ---------------- |
| d’Alembert, Jean Le Rond | H                    | Naturwissenschaften, Religion, Philosophie u. a.        | O            | | 1309             |
| d’Argenville, Antoine-Joseph Dezallier | H                    | Gartenbau                                               | K            | | 541              |
| d’Aumont, Arnulphe | H                    | Medizin                                                 | d            | | 192              |
| A (weitere): Guillaume d’Abbes, Allard, Allut, Anville, Arnauld, Authville |                      |                                                         |              | |                  |
| Barbeu-Dubourg, Jacques |                      |                                                         |              | |                  |
| Barthez, Paul-Joseph |                      |                                                         | g            | |                  |
| Beauzée, Nicolas | H                    | Grammatik                                               | B.E.R.M.     | siehe auch „E.R.M.“                                                                                           | 91               |
| Beauzée und Douchet |                      |                                                         | E.R.M.       | siehe auch „B.E.R.M.“                                                                                         | 18               |
| Bellin, Jacques-Nicolas | H                    | Maritimes                                               | Z            | | 994              |
| Blondel, Jacques-François | H                    | Architektur                                             | P            | | 482              |
| Boucher d’Argis, Antoine-Gaspard | H                    | Jurisprudenz                                            | A            | | 4268             |
| Bourgelat, Claude | H                    | Pferde                                                  | e            | | 227              |
| B (weitere): Barthez de Marmorières, Bergier, Berthoud, Bertrand, Bordeu, Bouchaud, Bouchu, Boufflers, Bouillet, J., Bouillet, J.-H.-N., Boulanger, Brisson, Brosses, Brullé                            |                      |                                                         |              | |                  |
| de Cahusac, Louis | H                    | Tanz, Musik und Feste                                   | B            | manchmal auch irrtümlich mit „b“ gekennzeichnet                                                               | 119              |
| C (weitere): Collot, de Compt, Gabrielle Émilie Le Tonnelier de Breteuil, Marquise du Châtelet-Laumont                                                                                                  |                      | Physik                                                  |              | Émilie du Châtelet deren Texte aus Institutions de Physique, Paris (1740) übernommen, aber ohne Quellenangabe |                  |
| Daubenton, Louis-Jean-Marie | H                    | Biologie                                                | I            | | 693              |
| Daubenton, Pierre |                      |                                                         | c            | |                  |
| Diderot, Denis | H                    | Religion, Philosophie, Politik, Wirtschaft u. v. a.     | *            | | 5394             |
| Du Fresnoy, Lenglet |                      |                                                         | a            | | 45               |
| Du Marsais, César Chesneau | H                    | Grammatik                                               | F            | | 129              |
| D (weitere): Damilaville, David, Deleyre, Desmahis, Desmarest, Douchet, Duclos, Dufour, Durival, J. L., Durival, N. L.                                                                                  |                      |                                                         |              | |                  |
| Eidous, Marc-Antoine | H                    | Heraldik, Hufschmiedekunst, Reitkunst                   | V            | | 428              |
| Formey, Jean Henri Samuel | H                    | Religion, Philosophie, Wissenschaft u. a.               |              | | 20               |
| de Fortbonnais, François Veron |                      |                                                         | V.D.F.       | |                  |
| F (weitere): Faiguet, Falconet, Fenouillot, Fouquet |                      |                                                         |              | |                  |
| Goussier, Louis-Jacques |                      |                                                         | D            | | 61               |
| G (weitere): Genson, Grimm, Grosley, Gueneau, Guillotte |                      |                                                         |              | |                  |
| d’ Holbach, Paul Henri Thiry | H                    | Wissenschaft, Religion, Politik u. a.                   | —            | | 414              |
| de Jaucourt, Louis, Jodin | H                    | Religion, Politik, Wirtschaft, Medizin, Literatur u. a. | D.J.         | | 17.288           |
| Kurdwanowski, Jean-Étienne Ligenza |                      |                                                         |              | |                  |
| de La Chapelle, Jean-Baptiste | H                    | Mathematik                                              | E            | | 214              |
| Landois, Paul | H                    | Kunst                                                   | R            | | 107              |
| Le Blond, Guillaume | H                    | Militärwesen                                            | Q            | manchmal auch irrtümlich mit „q“ gekennzeichnet                                                               | 720              |
| Le Roy, Jean-Baptiste | H                    | Technik                                                 | T            | | 108              |
| Louis, Antoine | H                    | Chirurgie                                               | Y            | | 449              |
| L (weitere): La Bassée, La Condamine, La Motte-Conflans, Lavirotte, Le Breton, André Lefèvre, Le Monier, Lenglet, Le Romain, Le Roy, C-G., Le Roy, Le Sage, Lezay-Marnésia, Liebault, Lubières, Lucotte | H                    | Architektur                                             |              | |                  |
| Mallet, Edme François | H                    | Handel, Geschichte, Literatur, Religion u. a.           | G            | | 1925             |
| Malouin, Paul-Jacques |                      |                                                         | M            | siehe auch „m“                                                                                                | 78               |
| Menuret, Jean-Joseph |                      |                                                         | m            | in den Bänden 9 und 10 manchmal irrtümlich mit „M“ gekennzeichnet                                             |                  |
| Morellet, André |                      |                                                         | h            | in den Bänden 8, 11 und 14 möglicherweise auch irrtümlich mit „H“ gekennzeichnet                              |                  |
| M (weitere): Magimel, Margency, Marmontel, Millot, Monnoye, Montamy, Montdorge, Montesquieu, Montet, Montlovier, Morand                                                                                 |                      |                                                         |              | |                  |
| N (weitere): Naigeon, Necker |                      |                                                         |              | |                  |
| Ogiński, Michał Kazimierz |                      |                                                         |              | |                  |
| Pestré, Jean |                      |                                                         | C            | | 7                |
| P (weitere): Paillasson, Papillon, Pâris de Meyzieu, Penchenier, Perrinet d’Orval, Perronet, Pesselier, Petit, Pezay, Polier, Prades                                                                    |                      |                                                         |              | |                  |
| Quesnay, François |                      |                                                         |              | |                  |
| Rousseau, Jean-Jacques | H                    | Musik und politische Theorie                            | S            | manchmal auch irrtümlich mit „s“ gekennzeichnet                                                               | 344              |
| R (weitere): Rallier, Ratte, Robert, Romilly, J., Romilly, J.-E., Roux |                      |                                                         |              | |                  |
| S (weitere): Saint-Lambert, Sanches, Sauvages, Seguiran, Soubeyran |                      |                                                         |              | |                  |
| Tarin, Pierre | H                    | Anatomie und Physiologie                                | L            | | 337              |
| Toussaint, François-Vincent | H                    | Jurisprudenz                                            | H            | siehe auch „h“                                                                                                | 388              |
| T (weitere): Thomas, Tressan, Tronchin, Turgot |                      |                                                         |              | |                  |
| de Vandenesse, Urbain | H                    | Medizin und Pharmazie                                   | N            | | 199              |
| Venel, Gabriel-François | H                    | Chemie, Medizin u. a.                                   | b            | siehe auch „B“                                                                                                | 707              |
| Villiers, Jacques-François |                      |                                                         | f            | | 10               |
| Voltaire |                      |                                                         |              | | 26               |
| V (weitere): Vinfrais, Voglie |                      |                                                         |              | |                  |
| W (weitere): Watelet, Willermoz |                      |                                                         |              | |                  |
| Yvon, Claude |                      |                                                         | X            | | 39               |